# Cumwhinton
Cumwhinton – wieś w Anglii, w Kumbrii, w dystrykcie (unitary authority) Cumberland. Leży 8 km na południowy wschód od miasta Carlisle i 413 km na północny zachód od Londynu.